# HD9487
HD9487 — хімічно пекулярна зоря спектрального класу A2, що має видиму зоряну величину в смузі V приблизно  8,6.
Вона  розташована на відстані близько 879,1 світлових років від Сонця.